# Jimmy Hart
James "Jimmy" Ray Hart (1 de enero de 1943) es un ejecutivo, músico, compositor y mánager profesional estadounidense, más conocido por su paso por la WWF (World Wrestling Entertainment) y la WCW (World Championship Wrestling). Ha entrenado a varios luchadores profesionales entre los que se encuentran Hulk Hogan, Bret Hart, Jerry "The King" Lawler, Ted DiBiase y The Honky Tonk Man. Es conocido por su apodo de "Mouth of the South".

## Carrera como luchador

### Inicios tempranos
Jimmy Hart nació en Jackson, Mississippi. Él se inició en el mundo de la lucha libre por Jerry "The King" Lawler, con quien asistió a la secundaria de Memphis. Después de Lawler le haga firmar un contrato, Hart se convirtió en su mánager

## Campeonatos y logros
- American Wrestling Association
  - AWA Southern Heavyweight Championship (1 vez)
- Pro Wrestling Illustrated
  - Manager of the Year (1987)
  - Manager of the Year (1994)
- World Class Wrestling Association
  - Hall of Fame (2006)
- World Wrestling Entertainment
  - WWE Hall of Fame (Class of 2005)
- Wrestling Observer Newsletter awards
  - Manager of the Year (1983)
  - Best Interviews (1984)